# Twelve Minutes
Twelve Minutes è un videogioco di tipo avventura grafica del 2021, realizzato da Luis Antonio con la collaborazione della Annapurna Interactive.

## Trama
Il protagonista torna a casa una sera e viene accolto dalla moglie (doppiata da Daisy Ridley) che ha preparato una cena romantica per annunciargli di essere incinta. Mentre discutono della gravidanza un uomo che si presenta come un poliziotto (doppiato da Willem Dafoe) irrompe nell'appartamento accusando la donna di aver ucciso il padre otto anni prima e avergli rubato un prezioso orologio d'oro. Dopo un'animata discussione il poliziotto strangola a morte il protagonista uccidendolo e riportandolo all'inizio del loop. 
Dopo aver trovato l'orologio e convinto la moglie che sono in un loop temporale, essa confessa l'omicidio del padre avvenuto nella notte di natale di otto anni prima per via di un colpo accidentale d'arma da fuoco. Parlando con il poliziotto il marito scopre però che il suocero sopravvisse al colpo d'arma da fuoco e fu ucciso una settimana dopo, a capodanno. Questa informazione scagiona la moglie che era in un'altra città in quella data. I tre, discutendo, arrivano a capire che il vero assassino è il fratello segreto della moglie di cui non si conosce l'identità. 
Il protagonista, per fermare il loop, capisce di dover scoprire quindi l'identità del fratello di lei. Dopo averne discusso col poliziotto scopre di essere il figlio della domestica del suocero, avuto con lui da un rapporto extra-coniugale. Il trauma soppresso fino a quel momento ritorna nella mente del protagonista che si ritrova a rivivere la notte di capodanno di otto anni prima. 
Quella sera era andato dal suocero per confessargli il suo amore per la figlia, solo per scoprire di essere il suo fratellastro. Rivivendo questa scena è possibile scegliere uno dei quattro finali disponibili, se uccidere il padre per continuare la propria relazione incestuosa, abbandonare per sempre l'idea della moglie e iniziare una nuova vita, dimenticare la sorella/moglie e ricominciare i loop o dimenticarla definitivamente e uscire dal loop.

## Modalità di gioco
Twelve Minutes è un'avventura grafica con visuale a volo d'uccello in cui il giocatore interpreterà un uomo senza nome (doppiato da James McAvoy) intrappolato in un loop temporale all'interno del proprio appartamento, composto da un ingresso/cucina, un bagno, una camera da letto e un armadio a muro. Il gioco riparte da capo ogni dieci minuti, quando il protagonista decide di uscire dalla sua abitazione o raggiunge determinati fail-state. Durante il gioco si potrà interagire con gli oggetti della casa per ottenere informazioni e avanzare nella trama. Sono presenti finali multipli in base alle azioni eseguite nel corso della partita. Per completare il gioco servono dalle 4 alle 8 ore.

## Sviluppo
Luis Antonio inizia lo sviluppo di Twelve Minutes nel 2013, per poi presentare una prima demo giocabile nel 2015 all'evento di PAX East.
All'E3 2019, durante la conferenza Microsoft, annuncia ufficialmente il gioco con una data d'uscita prevista per il 2020, poi rimandata al 2021 quando uscirà ad agosto sulle console dell'ecosistema Microsoft. A dicembre dello stesso anno invece verranno rilasciate le versioni per Playstation 4, Playstation 5 e Nintendo Switch.
Le linee di dialogo sono state registrate a distanza, a causa della Pandemia di COVID-19, da parte di McAvoy, Ridley e Dafoe.
Nel 2021 viene candidato al Tribeca Film Festival al primo premio di "Best Game" assegnato ai giochi non ancora rilasciati per il "potenziale artistico e nello storytelling", venendo però battuto da NORCO.

## Accoglienza
| Testata    | Versione        | Giudizio |
| ---------- | --------------- | -------- |
| Metacritic | PC              | 76/100   |
| Metacritic | PlayStation 5   | 64/100   |
| Metacritic | Nintendo Switch | 63/100   |
| Metacritic | Xbox Series X   | 72/100   |
| Metacritic | Xbox One        | 71/100   |

Twelve Minutes è stato accolto in maniera generalmente positiva per quanto riguarda la versione per Windows. Le versioni console, invece, hanno avuto recensioni miste anche a causa dei problemi derivati dall'uso del controller anziché di mouse e tastiera.
Nel 2022 ha vinto "Best Puzzle and Trivia Game" ai Webby Award.